# Pappersloppa

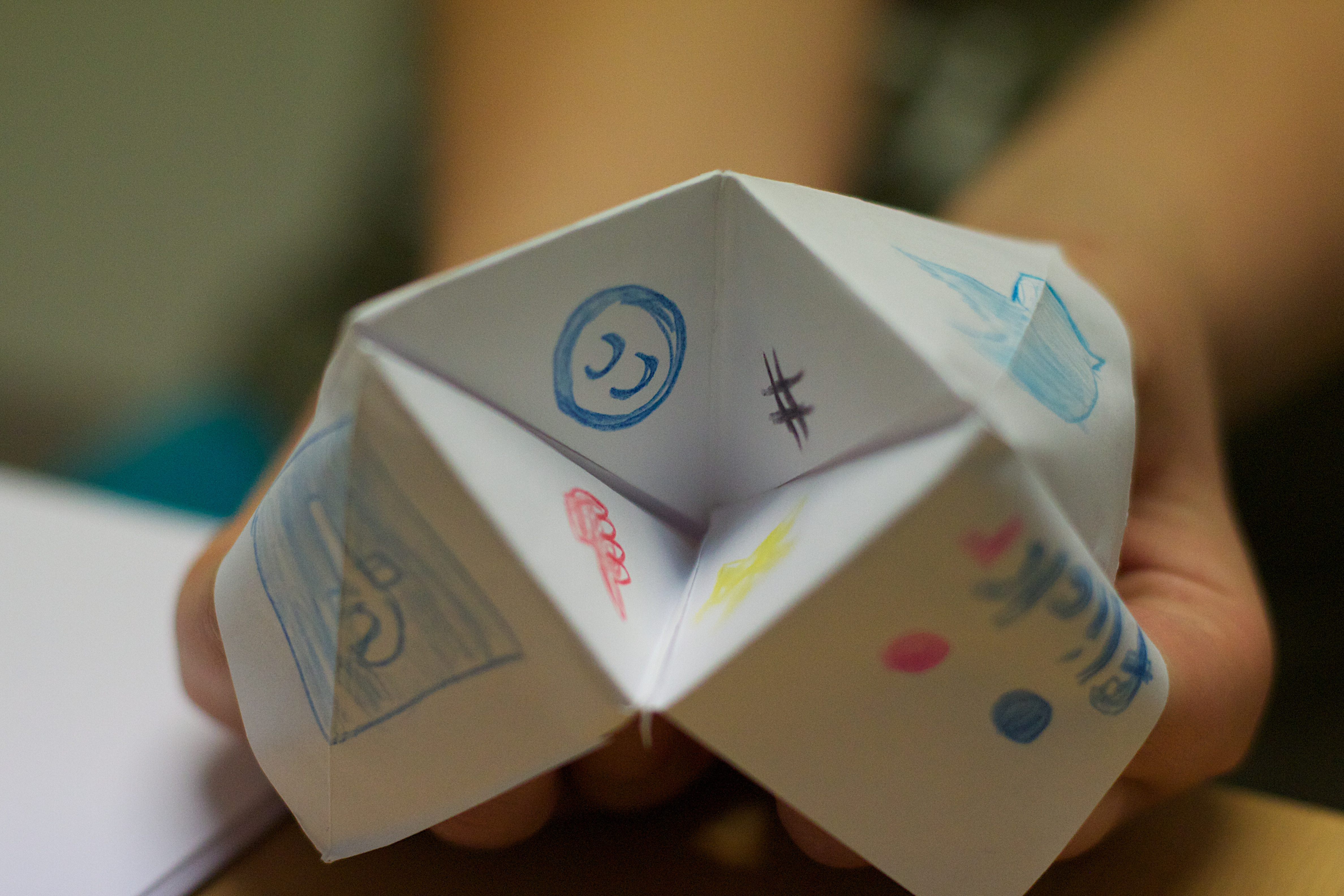
Bilden visar hur en loppa används och fyra valbara alternativ inuti den.

En pappersloppa, vardagligt loppa, är ett exempel på enkel origami som viks av ett kvadratformat papper. Pappersloppan används i lek, hobby och marknadsföring.
En färdig loppa innehåller fyra flikar i par, vilket innebär totalt åtta valbara alternativ, men endast fyra av dessa alternativ är synliga åt gången under pågående lek. Loppan kan även slutas så att inga flikar är synliga, vilket är en vanlig startposition. Under flikarna ska det finnas åtta texter, bilder eller liknande. Texten kan bestå av exempelvis verb som går att utföra eller komplimanger. På utsidan av flikarna ska det finnas lika många siffror, färger eller annat som särskiljer varje alternativ från övriga.
Den som håller i loppan ber en deltagare att säga en siffra och växlar sedan mellan dessa båda öppna insidor lika många gånger med hjälp av fingrarna som håller i loppan underifrån. När den som håller i loppan har räknat klart får deltagaren välja ett av de synliga fyra alternativen muntligt eller genom att peka på det. Den som håller i loppan lyfter då upp fliken och talar om vad det står under det valda alternativet, eller visar upp innehållet för deltagaren. Utöver det kan loppan färgläggas och dekoreras utvändigt, men det är inte nödvändigt för leken.
I engelskspråkiga länder kallas loppan fortune teller ("siare") och används särskilt av barn som "spår" varandra. Då kan den innehålla exempel på sådant som kan hända i framtiden eller svarsalternativ som "ja", "nej" och "kanske" utifrån principen att deltagaren först ställer en fråga muntligt. Åtminstone sedan 1960-talet har den i USA även kallats cootie catcher ("lusfångare"), vilket anspelar på att loppan används som en gripklo att fånga löss med.
Loppor kan även sprida generella budskap och reklam. Svenska kyrkan och Räddningstjänsten har använt sig av pappersloppor i sin marknadsföring.